# 8546 Kenmotsu
8546 Kenmotsu è un asteroide della fascia principale. Scoperto nel 1994, presenta un'orbita caratterizzata da un semiasse maggiore pari a 2,4021056 UA e da un'eccentricità di 0,0492694, inclinata di 4,40790° rispetto all'eclittica.